# La Ligua
La Ligua é uma comuna da província de Petorca, localizada na Região de Valparaíso, Chile. Possui uma área de 1.163,4 km² e uma população de 31.987 habitantes (2002).